# Береза-Картузька (станція)
Береза-Картузька (біл. Бяроза-Картузская) — залізнична станція, розташована в агромістечку Першомайська у Першомайській сільраді Березівського району. Станція розташована між зупинними пунктами Береза-Місто і Кабаки.